# Prăjești (okręg Bacău)
Prăjești – wieś w Rumunii, w okręgu Bacău, w gminie Măgirești. W 2011 roku liczyła 606 mieszkańców.